# Mr. Bungle
Mr. Bungle — авангардная, экспериментальная музыкальная группа из Калифорнии, США. В своём эклектичном творчестве группа обращалась к множеству музыкальных жанров, зачастую в течение одной песни смешивая совершенно разные стили. Наиболее заметными среди этих стилей обычно отмечают хэви-метал, фанк, индастриал, ска, фри-джаз, поп-музыку, рокабилли, босса нова и даже музыку из видеоигр, кино и мультфильмов. Mr. Bungle издали три полноценных альбома между 1991 и 1999 годами.
После длительного бездействия, в 2020 году был издан The Raging Wrath Of The Easter Bunny Demo. В начале своего творческого пути участники группы увлекались трэш-металом, и, в соответствии с этим настроением, основной состав был усилен «героями из их детства»: бывшим барабанщиком Slayer Дэйвом Ломбардо и гитаристом Anthrax Скоттом Иэном.

## Основные альбомы группы
Четыре первых релиза группы на кассетах не являются частью официальной дискографии группы и в настоящее время считаются филофоническими редкостями. Однако эти записи можно скачать со многих полулегальных файловых серверов и из файлообменных сетей в Интернете.
Дебютный альбом «Mr. Bungle», изданный в 1991 году на лейбле-мейджоре Warner Bros Records, был спродюсирован известным джазовым экспериментатором Джоном Зорном (John Zorn). Сложно чётко определить жанровую принадлежность альбома. Структура и музыкальный стиль может резко меняться в пределах отдельной песни альбома «Mr. Bungle». Среди поклонников группы ведутся споры по поводу смысла названия заглавной композиции, который можно перевести как «Открыть кавычки, закрыть кавычки» (англ. Quote Unquote), которая первоначально была названа «Траволта» (англ. Travolta) — предположительно имея отношение к известному голливудскому актеру), но была переименована по настоянию компании Warner. По некоторым данным, это решение было спровоцировано угрозами судебного преследования со стороны Джона Траволты.
Второй альбом группы, «Disco Volante», изданный в 1995 году, выполнен в совершенно другом ключе. Это наиболее экспериментальная работа группы. Резкие и предельные переходы в музыкальных стилях на этом альбоме создали ему репутацию наиболее трудно воспринимаемой для слушателя работы Mr. Bungle.
Напротив, третий и последний альбом California 1999 года считается наиболее доступным для понимания. Жанровая стилистика также меняется на протяжении альбома, но менее часто и хаотично.
В 2019 году на своём сольном концерте Майк Паттон исполнил песню Retrovertigo, а затем заявил, что возрождает группу.
C 2020 группа дала несколько концертов в жанре классического thrash metal со следующим составом:
Майк Паттон (вокал, Faith no More, Fantômas, Tomahawk);
Трей Спруанс (гитара Faith no More, Secret Chiefs 3);
Скотт Иэн (гитара, Anthrax);
Тревор Данн (бас, Fantômas, Tomahawk, Melvins);
Дэйв Ломбардо (ударные, Slayer, Fantômas).

## Распад группы
Группа распалась в 2000 году. На вопрос о возможном воссоединении Майк Паттон заявил: 
Это может произойти, но я не хотел бы петь. Некоторые мосты определённо были сожжены. Это было интересное время и иногда тебе просто необходимо двигаться дальше. У меня сейчас полно дел.
Тревор Данн пишет на своем сайте: 
Bungle мёртв. Пожалуйста, поймите это…
Спруэнс, Хейфиц и Маккинон более оптимистичны, судя по некоторым из их заявлений. Ответ Спруэнса на стандартный вопрос о возможном воссоединении: 
Я на это надеюсь, потому что если это произойдёт, группа сможет захватить весь чёртов мир, если захочет.

## Состав группы (1985-2000)
- Майк Паттон (Mike Patton) — вокал, клавишные, орган, окарина
- Трей Спруанс (Trey Spruance) — гитара
- Тревор Данн (Trevor Dunn) — бас-гитара
- Дэнни Хейфиц (Danny Heifetz) — ударные, перкуссия, клавишные
- Клинтон Маккинон (Clinton McKinnon) — духовые, рожок, клавишные, ударные
- Тео Линджил (Theo Lengyel) — саксофон, клавишные (покинул группу в 1996 году)

C группой часто участвовали в концертах и записывались другие музыканты, включая перкуссиониста Вильяма Винэнта (William Winant).

## Дискография

### Демозаписи, издававшиеся только на аудиокассетах
- 1986 — The Raging Wrath of the Easter Bunny (Ladd-Firth Productions);
- 1987 — Bowel of Chiley;
- 1988 — Goddammit I Love America;
- 1989 — OU818 («B» Productions). Помимо 2-х треков («Mr. Nice Guy» и «Intro»), все песни альбома можно найти на дебютном «Mr. Bungle».

### Студийные альбомы
- Mr. Bungle (1991)
- Disco Volante (1995)
- California (1999)
- The Raging Wrath of the Easter Bunny Demo (2020)

## Комментарии
1. ↑  это перезапись одноимённого демо 1986 года
2. ↑  гитарист Трей Спруанс, вокалист Майк Паттон и басист Тревор Данн